# Escudella de pagés
La escudella de pagés (sopa de payés, o campesina) o escudella barrejada (sopa mezclada) es una "escudella" (una sopa, en castellano) típica de la cocina de Gerona, que se caracteriza por tener rodajas de butifarra o algunos trocitos desmigados de pollo o carne dentro del caldo, mezclados con la pasta, que habitualmente son fideos. 
En las escudelles que no son "mezcladas", en cambio, el caldo sólo tiene pasta o arroz, y todas las carnes y verduras usadas para hacer el caldo se sirven posteriormente, por separado.

## Características
Entre los ingredientes pueden encontrarse la carne de cerdo en salazón y la gallina o pollo, además de verduras como el puerro, las patatas y las alubias blancas. Entre los elementos cárnicos hay que señalar la butifarra, negra o blanca. 
Esta escudella, como todas las demás, tiene en su elaboración una pilota (similar a una albóndiga de gran tamaño) que se cuece dentro del caldo y se sirve después.